# Pacific-Skandal

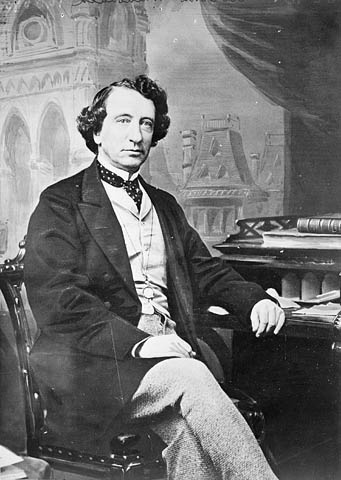
John Macdonald

Der Pacific-Skandal von 1873 war ein politischer Skandal in Kanada. Es ging um den Vorwurf, dass die Regierung des konservativen Premierministers John Macdonald sich hatte bestechen lassen.
Nach dem Beitritt von British Columbia zur Kanadischen Konföderation im Jahr 1871 wurde vereinbart, eine transkontinentale Eisenbahnlinie vom Atlantik quer über die kanadische Prärie und die Rocky Mountains zum Pazifik zu bauen. Zwei Gruppen bewarben sich um den Auftrag, die Bahnstrecke bauen zu dürfen: die Canada Pacific Railway von Hugh Allan (nicht mit der heutigen Canadian Pacific Railway identisch) und die Inter-Ocean Railway Company. 1873 wurde aufgedeckt, dass Hugh Allan der Konservativen Partei eine große Geldsumme gespendet hatte, die für den Wahlkampf im Jahr 1872 verwendet wurde. Die Liberale Partei, die damals in der Opposition war, erhob den Vorwurf, dies sei eine stillschweigende Vereinbarung gewesen, um Hugh Allan den Auftrag zu sichern.
Obwohl John Macdonald seine Unschuld beteuerte, fand die Polizei belastende Beweise, dass Geld an ihn und einige seiner Parteifreunde geflossen war. Noch peinlicher für Macdonald war der Fund eines Telegramms, das sechs Tage vor der Unterhauswahl 1872 aufgegeben worden war. Darauf stand: „Ich brauche weitere $10.000. Dies wird die letzte Nachricht sein. Enttäusche mich nicht. Antworte heute.“ („I must have another $10,000. Will be the last time of calling. Do not fail me. Answer today.“).
Macdonald musste daraufhin vom Amt des Premierministers zurücktreten. Er bot auch seinen Rücktritt als Parteichef an, wurde jedoch zum Weitermachen überzeugt. Die direkte Folge des Skandals war, dass die konservative Regierung die Gunst der Wählerschaft und auch die Unterhauswahl 1874 verlor. Daraufhin wurde Alexander Mackenzie, der Vorsitzende der Liberalen Partei, neuer kanadischer Premierminister.